# ماریو هیپولیتو
ماریو هیپولیتو (انگلیسی: Mário Hipólito؛ زادهٔ ۱ ژوئن ۱۹۸۵) یک بازیکن فوتبال اهل آنگولا است.